# Битва при Лостуитиеле
Битва при Лостуитиеле (англ. Battle of Lostwithiel) — происходившее между 21 августа 1644 г. и 2 сентября 1644 г. сражение Английской революции между сторонниками короля и парламента у корнуолльского города Лостуитиель. Окончилось победой роялистов, сохранивших за собой юго-западную Англию до окончания первого этапа гражданской войны.

## Предыстория
В апреле и мае 1644 года парламентские командиры сэр Уильям Воллер и 3-й граф Эссекс Роберт Деверё объединили армии и провели кампанию против короля Карла и гарнизонов роялистов, окружающих Оксфорд. Доверив Воллеру разобраться с королём в Оксфордшире, Эссекс 6 июня разделил парламентскую армию и направился на юго-запад, чтобы снять двухмесячную осаду Лайма в Дорсете армией роялистов под командованием племянника короля принца Морица Пфальцского.
Юго-Западная Англия в то время находилась в значительной степени под контролем роялистов. Город Лайм, однако, был оплотом парламента и служил важным морским портом для парламентского флота 2-го графа Уорика Роберта Рича. Когда в середине июня Эссекс подошёл к городу, принц прекратил осаду и повёл свои войска на запад, в город Эксетер.
Затем Эссекс двинулся дальше на юго-запад в сторону Корнуолла с намерением снять длящуюся с 1642 года под руководством баронета Ричарда Гренвилла осаду единственного значительного парламентского оплота — порта Плимут. Богатый торговец из Корнуолла Джон Робартес сказал Эссексу, что парламентарии получат значительную военную поддержку, если выступят против Гренвилля и освободят Плимут. Поступив должным образом, парламентарии заставили Гренвилла прекратить осаду. Затем Деверё продвинулся дальше на запад, полагая, что сможет получить полный контроль над Юго-Западом.
Тем временем в Оксфордшире король Карл 29 июня победил сэра Уильяма Воллера в битве при Кропреди-Бридж. После рекомендации военного совета роялистов разобраться с Деверё до получения оным подкреплений, 12 июля король Карл и его оксфордская армия покинули Ившем. Король принял предложение совета не только потому, что это была хорошая стратегия, но и по личным причинам — королева Генриетта Мария Французская после недавних родов с принцессой Генриеттой была в Эксетере, а Эссекс отказал ей в безопасном пропуске в Бат.

## Ловушка
26 июля король прибыл в Эксетер и присоединился к оксфордской армии вместе с контингентом принца Морица, в тот же день Эссекс вошёл в Корнуолл. Неделю спустя, когда Эссекс расположился со своей армией в Бодмине, он узнал о поражении Воллера, переходе оксфордской армии роялистов на юго-запад и их объединении с Морицем. Командир парламентариев осознал отсутствие обещанной Робартесом военной поддержки от жителей Корнуолла и попадании в ловушку, из которой можно было выйти, обретя подкрепления или уплыв через порт Фоуи с помощью парламентского флота.
Эссекс немедленно двинул свои войска на пять миль на юг, прибыв 2 августа к небольшому городку Лостуитиел. Он немедленно выстроил своих людей по оборонительной дуге, разместив отряды на возвышенности к северу от замка Рестормель и возвышенности на востоке у Бикон-Хилл. Эссекс также послал небольшой пеший отряд на юг для защиты порта Фоуи, стремясь в конечном итоге эвакуировать свою пехоту по морю. В распоряжении Эссекса было 6,5 тыс. пехоты и 3 тыс. кавалерии.
Карл Стюарт медленно продвигался на запад, намеренно отрезая потенциальные пути отхода для Эссекса. 6 августа король обратился к парламентскому командующему с предложением сдаться. Затянув переговоры на несколько дней, Деверё обдумал предложение, но в конечном итоге отказался.
11 августа Гренвилл и корнуэльские роялисты вошли в Бодмин, вытеснив арьергардную кавалерию Эссекса. Затем Гренвилл двинулся на юг через мост Респрин, чтобы объединиться с королевской армией (в тот момент роялисты имели 12 тыс. пехоты и 7 тыс. всадников). В течение следующих двух дней роялисты развернули отряды вдоль восточного берега реки Фоуи, чтобы предотвратить отступление парламентариев. Наконец, роялисты послали 200 пеших солдат и артиллерию для размещения в южном форте Полруан, заблокировав вход в гавань Фоуи. Примерно в то же время Деверё узнал, что подкрепление под командованием сэра Джона Миддлтона было остановлено роялистами в Бриджуотере в Сомерсете.

## Первое сражение
21 августа в 07:00 роялисты атаковали позиции противника в Лостуитиеле. С севера Гренвилл со своими людьми атаковали замок Рештормель, откуда парламентарии быстро отступили. С востока король Карл и оксфордская армия на фоне небольшого сопротивления захватили Бикон-Хилл. Принц Мориц заняли Друид Хилл. Потери сторон были довольно небольшими и к ночи бои закончились. Теперь роялисты держали контроль над возвышенностями на северной и восточной сторонах Лостуитиэля.
В течение следующих нескольких дней случились лишь несколько небольших стычек. 24 августа Стюарт послал лорда Джорджа Горинга и сэра Томаса Бассетта обеспечить безопасность города Сент-Блейзи и территорий к юго-западу от Лостуитиела. Это уменьшило зону фуража для парламентариев и доступ к бухтам и заливам в окрестностях порта Пар.
Окружение парламентского войска теперь было полностью завершено, а само оно — зажато на территории от Лостуитиела на севере до порта Фоуи на юге размером две на пять миль. Поскольку эвакуация кавалерии по морю была невозможна, Эссекс приказал своему командиру кавалерии Уильяму Бальфуру попытаться прорваться к Плимуту. Что касается пехоты, она должна была отступить на юг и встретить лорда Уорвика и парламентский флот у Фоуи. В 03:00 часа ночи 31 августа Бальфур и 2 тыс. всадников успешно и незаметно переправились через реку Фоуи.

## Второе сражение
Презрительное отношение к пехоте отразилось на кампании графа Эссекса в Корнвалиссе в 1644 году: когда граф Эссекс почувствовал себя стесненным в этом роялистском гнезде, он поручил своей коннице прорваться из Корнвалисса, оставил парламентскую пехоту на произвол судьбы и сам с двумя офицерами уехал на судне из Плимута. Пехота погибла или рассеялась, но о ней никто особенно не сожалел, и парламент не выразил графу Эссексу осуждения: самое ценное в армии — конница — было спасено.
Рано утром 31 августа парламентарии разграбили Лостуитиел и начали отход на юг. В 07:00 утра заметившие действия противника роялисты немедленно перешли в атаку: Гренвилл атаковал с севера, Стюарт и принц Мориц переправились через реку Фоуи, соединились с Гренвиллем и вошли в город, одолев в бою арьергарды противника. Роялисты также отправил отряды вдоль восточного берега реки Фоуи, чтобы защититься от дальнейших прорывов и захватить город Полруан.
Затем началось преследование парламентской пехоты в долине реки. Вначале роялисты оттеснили её почти на три мили к югу через огороженные поля, холмы и долины. На узком перевале возле деревни Сент-Вип командующий парламентской пехотой Филипп Скиппон контратаковал и оттеснил роялистов на несколько полей, пытаясь дать Деверё время создать линию обороны южнее. В 11:00 часов кавалерия роялистов отбила потерянную территорию. В 12:00 часов в битве наступило затишье, поскольку король ждал подхода всей армии и её переформирования.
Бои возобновились и продолжались до полудня, пока парламентарии пытались продолжить движение на юг. В 16:00 парламентарии снова попытались контратаковать оставшейся кавалерией, но были отброшены лейб-гвардией короля Карла. Примерно в миле к северу от замка Доре правый фланг парламентариев начал отступать. В 18:00, когда парламентариев оттеснили к замку Доре, они предприняли последнюю попытку сплотиться, но были отброшены и окружены.
Примерно в это же время бой закончился. Измученные и обескураженные парламентарии затаились на оставшуюся ночь. Позже под покровом ночи Деверё со своими офицерами прокрался на берег моря, где на рыбацкой лодке бежали в Плимут, оставив командующим Скиппона.
Рано утром 1 сентября Скиппон встретился со своими офицерам и сообщил о бегстве Деверё, по итогу встречи было решено обратиться к Стюарту и добиваться приемлемых условий сдачи в плен. Обеспокоенный тем, что парламентские подкрепления могут быть уже в пути, король 2 сентября быстро согласился. Шесть тысяч пехотинцев были взяты в плен, у них отобрали оружие и отправили в Саутгемптон. По пути они подверглись нападениям жителей Корнуолла, около 3 тыс. умерло по пути от переохлаждения и болезней. Однако те, кто выжил в путешествии, в конечном итоге были освобождены. Общие потер были чрезвычайно высокими, особенно если учесть тех, кто погиб на обратном пути в Саутгемптон. По оценкам, в ходе боёв в Корнуолле убиты и ранены были около 700 парламентариев и 500 роялистов.

## Последствия
Битва при Лостуитиеле была большой победой роялистов и самой большой потерей, которую понесли парламентарии в Первой гражданской войне в Англии. Карл Стюарт обеспечил себе юго-западную территорию на оставшуюся часть войны и на некоторое время смягчил критику плана военной кампании со стороны роялистов.
Для парламентариев поражение привело к взаимным обвинениям, и в конечном итоге Миддлтона обвинили в том, что он не смог прорваться с подкреплением. Это поражение вместе со стратегической победой роялистов и тактической ничьей во второй битве при Ньюбери в конечном итоге привели к принятию парламентом Акта о самоотречении и созданию армии новой модели.